# Zamarada euterpina
Zamarada euterpina är en fjärilsart som beskrevs av Charles Oberthür 1912. Zamarada euterpina ingår i släktet Zamarada och familjen mätare. Inga underarter finns listade i Catalogue of Life.